# Пастка (фільм, 1966)
«Пастка» (рос. «Западня») — білоруський радянський художній фільм 1966 року режисера Леоніда Мартинюка за однойменною повістю Василя Бикова.

## Сюжет
Німецько-радянська війна. Роті автоматників поставлена задача взяти висоту. Командир одного з взводів, молодий лейтенант Климченко, поранений під час попередньої атаки, потрапляє в полон. Зрадник Чернов безуспішно намагається змусити його звернутися до бійців свого взводу через гучномовець із закликом здаватися в полон. Климченко відмовляється, тоді Чернов, взявши список бійців з польової сумки лейтенанта, звертається до них від його імені і відпускає лейтенанта до своїх в повній впевненості, що Климченко буде розстріляний. Однак командир роти, повіривши лейтенанту, відправляє того командувати новою атакою.

## У ролях
- Юрій Кузьменков
- Данило Нетребін
- Ігор Комаров
- Тадеуш Кін-Камінський
- Володимир Поночевний

## Творча група
- Сценарій: Василь Биков, Леонід Мартинюк
- Режисер: Леонід Мартинюк
- Оператор: Віталій Миколаїв
- Композитор: Юрій Саульський